# Escape from Planet Earth
Escape from Planet Earth (Operación escape, en español) es una película animada de ciencia ficción estadounidense-canadiense de 2013 realizado en formato 3D de clasificación familiar producida por Rainmaker Entertainment y dirigida por Cal Brunker. La película fue estrenada el 15 de Febrero de 2013. Esta es la primera película de animación de Rainmaker que se estrenó en los cines.

## Sinopsis
La cinta, ambientada en el planeta Baab, cuenta la historia del admirado astronauta Scorch Supernova (Fraser), un héroe nacional del pueblo baabariano. Maestro en rescates audaces, Scorch realiza hazañas asombrosas con la ayuda de su hermano Gary (Corddry), jefe de control de misión en la BASA. Cuando Lena (Alba), jefe de la BASA, informa a los hermanos de un SOS en un planeta conocido por su peligrosidad Scorch rechaza las advertencias de Gary y caerá de lleno en una trampa diabólica a manos del maléfico Shanker (Shatner). Ahora Gary tendrá que convertirse en el héroe para rescatar a su hermano, a su planeta, a su amada esposa Kira (Parker) y a su hijo Kip.

## Reparto
- Brendan Fraser como Scorch Supernova, hermano menor de Gary, un piloto espacial arrogante, pero benevolente.
- Rob Corddry como Gary Supernova, el hermano mayor de Scorch y el jefe de control de la misión en BASA.
- Jessica Alba como Lena, jefe sin sentido de un BASA quien reveló más tarde a ser un aliado de Shanker.
- William Shatner como el general Shanker, el jefe malvado del Área 51.
- Craig Robinson como Doc, un ratón extranjero que se hace amigo de Gary y se casa Scorch y Gabby en su boda.
- George Lopez como Thurman, extranjero de 3 de ojos, 4 brazos que se hace amigo de Gary, y se convierte en su compañero de celda en el Área 51 hasta que se escapan.
- Jane Lynch como Io, un gigante Cíclope con problemas de manejo de la ira que se hace amigo Gary.
- Sarah Jessica Parker como Kira Supernova, la esposa de Gary y la madre de Kip.
- Sofía Vergara como Gabby Babblebrook, una  presentadora en Baab que está enamorado de Scorch.
- Jonathan Morgan Heit como Kip Supernova,  hijo de Gary y el sobrino de Scorch.
- Ricky Gervais como el Sr. James Bing, un ordenador hablando sarcástica.
- Steve Zahn como Hawk, un entorno de trabajo humana en 7-Eleven, quien se hace amigo de Gary.
- Chris Parnell como Hammer, un grupo de trabajo humana en 7-Eleven, quien se hace amigo de Gary.
- Joshua Rush como Shanker joven, la versión más joven de Shanker General.